# السعودية في الألعاب الأولمبية الصيفية للشباب 2010
شاركت المملكة العربية السعودية في أولمبياد صيف 2010 للشباب في سنغافورة.
ويُذكر بأن السعودية لا تسمح للنساء بالمشاركة في الألعاب الأولمبية، ولم ترسل أبداً رياضية إلى الألعاب الأولمبية. ومع ذلك، فقد أرسلت منافسة واحدة إلى هذه الألعاب الشبابية الافتتاحية وهي دلما رشدي ملحس التي شاركت في الفروسية وفازت بالميدالية السعودية الوحيدة، وهي البرونزية. وقد جعلتها اللجنة الأولمبية الدولية من كل وفد وطني أن يشتمل على أنثى واحدة على الأقل.

## الميداليات
| وسام    | اسم            | رياضة    | حدث           | تاريخ    |
| ------- | -------------- | -------- | ------------- | -------- |
| برونزية | دلما رشدي ملحس | الفروسية | القفز الفردية | 24 أغسطس |

## الالعاب الرياضية

### الشباب
المسار والطريق الأحداث
| الرياضيين                                                                                                | حدث                  | المؤهل  | المؤهل       | نهائي   | نهائي |
| الرياضيين                                                                                                | حدث                  | نتيجة   | مرتبة        | نتيجة   | مرتبة |
| --- | -------------------- | ------- | ------------ | ------- | ----- |
| عبد الله العسيري                                                                                         | رجال 200 م           | 22.22   | 13 كيلو بايت | 22.49   | 13    |
| عبد الله أبكر                                                                                            | رجال 400 م           | 49.18   | 14 كيلو بايت | 48.51   | 13    |
| إبراهيم عبد الله                                                                                         | رجال 3000 م          | 8:16.33 | 10 س         | 8:15.23 | 9     |
| علي الغامدي                                                                                              | 400 متر حواجز الشباب | 52.89   | 4 س          | DNS     | DNS   |
| احمد برهان                                                                                               | سباق 2000 م للشباب   | DSQ qB  | DSQ qB       | 5:48:81 | 9     |
| ماساكي ناشيموتو (اليابان) · شيه تشيني (الصين) · عبد الله أبكر (السعودية) · دونغبيك تشوي (كوريا الجنوبية) | الشباب ميدالية ريلاي |         |              | 1:54:14 | 5     |

الأحداث الميدانية
| الرياضيين  | حدث                | المؤهل | المؤهل       | نهائي | نهائي |
| الرياضيين  | حدث                | نتيجة  | مرتبة        | نتيجة | مرتبة |
| ---------- | ------------------ | ------ | ------------ | ----- | ----- |
| حسين الخلف | ثلاثي القفز الرجال | 14.12  | 13 كيلو بايت | 14.79 | 11    |

## الفروسية
| رياضي          | حصان             | حدث          | الجولة 1          | الجولة 1     | الجولة 1 | الجولة 2          | الجولة 2     | الجولة 2 | مجموع | اقفز من على  | اقفز من على | مرتبة |
| رياضي          | حصان             | حدث          | ضربات الجزاء      | ضربات الجزاء | مرتبة    | ضربات الجزاء      | ضربات الجزاء | مرتبة    | مجموع | ضربات الجزاء | زمن         | مرتبة |
| رياضي          | حصان             | حدث          | الانتقال السريع ل | زمن          | مرتبة    | الانتقال السريع ل | زمن          | مرتبة    | مجموع | ضربات الجزاء | زمن         | مرتبة |
| -------------- | ---------------- | ------------ | ----------------- | ------------ | -------- | ----------------- | ------------ | -------- | ----- | ------------ | ----------- | ----- |
| دلما رشدي ملحس | قبعة فلاش الأعلى | القفز الفردي | 4                 | 0            | 10       | 0                 | 0            | 1        | 4     | 0            | 38.05       |       |

## سباحة
| الرياضيين    | حدث                     | الحرارة | الحرارة | قبل النهائي | قبل النهائي | النهائي | النهائي |
| الرياضيين    | حدث                     | زمن     | موضع    | زمن         | موضع        | زمن     | موضع    |
| ------------ | ----------------------- | ------- | ------- | ----------- | ----------- | ------- | ------- |
| حازم طاشكندي | 100 متر حرة للرجال      | 54.23   | 39      | لم تقدم     | لم تقدم     | لم تقدم | لم تقدم |
| حازم طاشكندي | سباق 200 متر حرة للرجال | 1:58:56 | 35      |             |             | لم تقدم | لم تقدم |

## رفع الاثقال
| رياضي        | حدث        | الخطف | نظيفة & هزة | مجموع | مرتبة |
| ------------ | ---------- | ----- | ----------- | ----- | ----- |
| محسن الدحيلب | وزن 62 كجم | 98    | 121         | 219   | 10    |

## روابط خارجية
- قائمة المنافسين: المملكة العربية السعودية   [ رابط ميت دائم ][ رابط ميت دائم ]